# Oudebildtzijl
Oudebildtzijl (en bildts : Ouwe-Syl, en frison : Aldebiltsyl) est un village de la commune néerlandaise de Waadhoeke, dans la province de Frise.

## Géographie
Le village est situé à 12 km au nord-oust de Leeuwarden.

## Histoire
Oudebildtzijl fait partie de la commune de Het Bildt avant le 1er janvier 2018, où celle-ci est supprimée et fusionnée avec Franekeradeel, Menameradiel et une partie de Littenseradiel pour former la nouvelle commune de Waadhoeke.

## Démographie
Le 1er janvier 2017, le village comptait 690 habitants.